# Landsspoorweg
De Lawaspoorweg, later Landsspoorweg genoemd, was een enkelsporige smalspoorlijn (1000 mm) van Paramaribo naar Benzdorp in het Lawa-gebied in Oost-Suriname, aangelegd tijdens de goudkoorts begin 20e eeuw. Er werd voor meterspoor (1000 mm) gekozen om zo mogelijk aan te sluiten op de spoorwegnetten van Frans-Guyana en Brazilië die eveneens op meterspoor waren. De exploitatie bleek echter niet rendabel. De lijn is lange tijd als boemellijntje gebruikt, werd enkele malen ingekort, onder meer door het ontstaan van het Brokopondostuwmeer, en raakte in de jaren tachtig volledig in verval.
Er werd in geval van zware verwondingen ook een extratrein ingezet. In 1924 gebeurde dit bij de goudontginner James Babb die vanuit Sikakamp, een van de laatste stations aan de andere zijde van de Surinamerivier, naar Paramaribo werd vervoerd.

## Bouwgeschiedenis

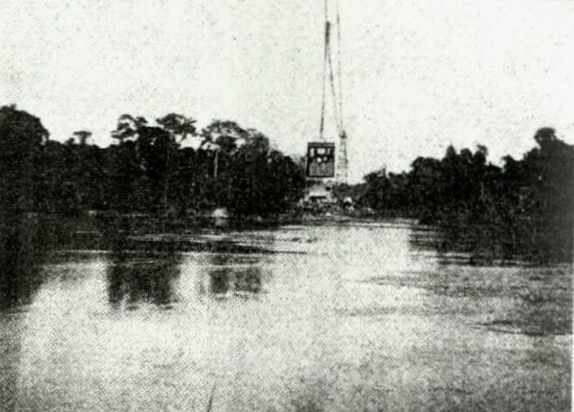
Kabelbaan van station Kabel, 1914.

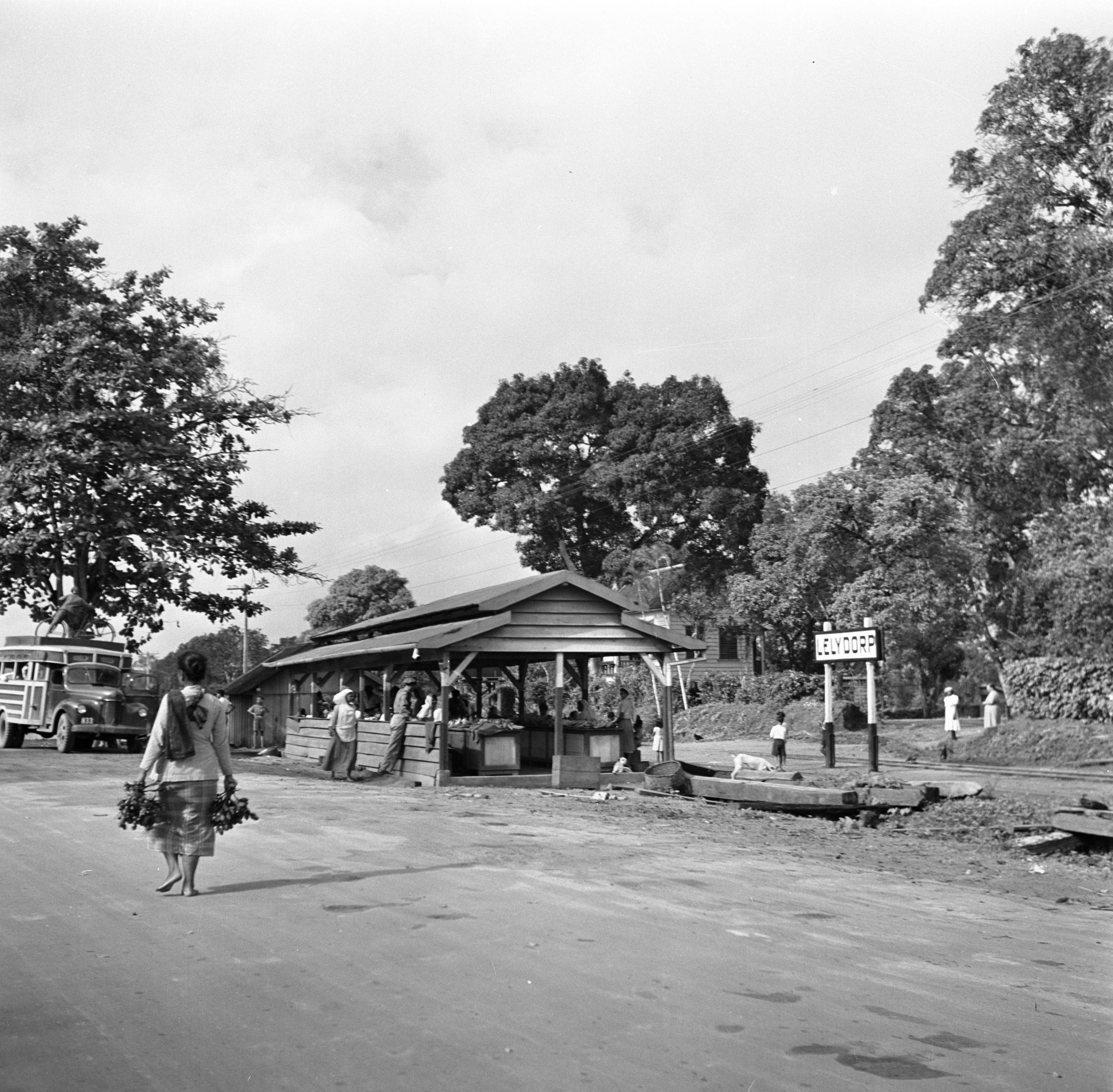
Station Lelydorp in Suriname met ernaast de markthal

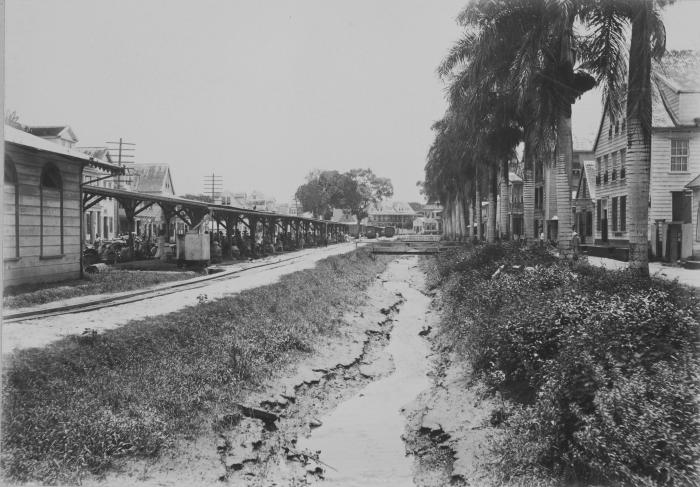
De Lawaspoorweg in Paramaribo, tussen de Heiligenweg en de overdekte markt bij het Vaillantsplein, 1910.

De eerste plannen voor de lijn werden door particulieren gemaakt. In 1902 besloot Cornelis Lely, destijds gouverneur in Suriname, dat de lijn door de overheid zou worden aangelegd. Via de spoorlijn zou het goud uit het Lawagebied naar Paramaribo kunnen worden vervoerd. De lijn zou in totaal ruim 350 kilometer lang worden. Wegens tegenvallende goudvondsten werd echter slechts de helft tot aan de Sarakreek aangelegd. Ter ere van Lely werd het dorpje Kofidjompo omgedoopt tot Lelydorp.
In 1903 werd vanuit Paramaribo begonnen met het aanleggen van de spoorweg naar Benzdorp in het Lawagebied. De zware arbeid werd voornamelijk door ex-zeelieden uit Curaçao verricht. Het eerste baanvak, van Paramaribo tot Republiek, werd in 1905 in gebruik genomen. In 1912 was het traject tot Station Dam aan de Sarakreek voltooid. De spoorweg was nu 173 kilometer lang, en had 8,5 miljoen gulden gekost. Het meest opmerkelijke onderdeel van de lijn was de kabelbaan over de Surinamerivier. Hier was een brug voorzien, maar de bouw daarvan leek zoveel problemen op te leveren dat werd gekozen voor een kabelbaan. Bij Station Kabel moest iedereen uitstappen, en reisden passagiers en goederen in gondels de rivier over. Aan de oostoever van de Surinamerivier stond een tweede treintje klaar, voor het traject van de rivier naar Station Dam, het eindpunt aan de Sarakreek. De kabelbaan werd gebruikt van 1909 tot 1924, toen er defecten werden gevonden in de kabel. Sindsdien werd de overtocht met een korjaal gemaakt.
In de oorspronkelijke plannen zou de spoorweg de Sarakreek verder volgen tot aan het brongebied ervan waar een verbinding gemaakt kon worden via de Tossokreek naar Affivisiti aan de Tapanahony. Na de Tapanahony stroomopwaarts zuidwaarts tot Akoeloekondre gevolgd te hebben, zou vandaar oostwaarts de Wilhelmina- en de Emmarivier worden overgestoken. De lijn zou vervolgens tussen de Michel Baka en de Fatoe Swietie heuvels in naar Benzdorp aan de Lawa lopen, op de grens met Frans-Guyana. Het gedeelte van de spoorlijn tussen Kabel en Dam werd echter omstreeks 1936 opgeheven, evenals de kabelbaan. De trein reed toen nog maar tot Station Kabel, en van de oorspronkelijke plannen om de lijn naar Benzdorp te verlengen kwam niets meer terecht.
In 1958 werd het station te Paramaribo verplaatst van het Vaillantsplein in de binnenstad naar Beekhuizen, en in 1961 werd Onverwacht het beginpunt. Toen in de jaren zestig het Brokopondostuwmeer begon vol te lopen werd ook het baanvak van Brownsberg tot Kabel opgeheven. In de jaren tachtig viel het doek voor de rest van de lijn; de laatste trein reed in 1987.
Pogingen van de Nederlander Peter Sul (Lovers Rail) om in de jaren negentig de resterende 90 kilometer van de lijn te exploiteren, onder andere voor toerisme, zijn mislukt. Het rollend materieel staat sinds jaar en dag weg te roesten bij station Onverwacht. Het spoor is overwoekerd door het oerwoud en het traject tussen Paramaribo en Onverwacht is zelfs wegens recuperatie van de rails en dwarsliggers, en naasting van de spoorweggrond door omgelanden en wegverbredingen ten koste van de spoorwegbedding grotendeels verdwenen.

## Materieel
Aanvankelijk werd gereden met stoomlocomotieven, maar in 1954 werd overgeschakeld op railbussen met dieselmotoren.

### Stoomlocomotieven
| Serie  | Aantal | Bouwjaar | Fabriek       | Opmerkingen                                                                                       | Afbeelding |
| ------ | ------ | -------- | ------------- | ------------------------------------------------------------------------------------------------- | ---------- |
| 1-6    | 6      |          | Borsig        | Fabrieksnummers 5339-5344. Gebouwd naar voorbeeld van de Semerang-Joana stoomtram                 |            |
| Maabo  | 1      | 1905     | Jung          | Bouwnummer PS 820                                                                                 |            |
| Kadjoe | 1      | 1905     | Jung          | Bouwnummer PS 889                                                                                 |            |
| Gege   | 1      | 1908     | Krauss        | Bouwnummer 6075                                                                                   |            |
| Dam    | 1      | 1908     | Krauss        | Bouwnummer 6074. In 2014 een monument in Paramaribo.                                              |            |
| Para   | 1      | 1916     | Backer & Rueb | Bouwnummer 300. In 2014 samen met twee rijtuigen op het oude emplacement van Onverwacht aanwezig. |            |

### Dieseltreinen
| Serie     | Aantal | Bouwjaar | Fabriek                     | Vermogen | Opmerkingen | Afbeelding |
| --------- | ------ | -------- | --------------------------- | -------- | --- | ---------- |
| 1 'L.S.3' | 1      |          |                             |          | Amerikaans fabricaat |            |
| 2-4       | 3      | 1954     | Linke-Hofmann-Busch/Büssing |          | Driewagenstellen. Motorwagen: 14 zitplaatsen 1e klas. 26 zitplaatsen 2e klas. Tussenrijtuig: 56 zitplaatsen 3e klas. Stuurstandrijtuig: 31 zitplaatsen 3e klas en 3 ton bagageruimte |            |
| 5 'Ethel' | 1      |          |                             |          | [ 14 ] |            |
| 6 'Lucia' | 1      |          |                             |          | [ 14 ] |            |
| 11-12     | 2      |          |                             |          | Motorwagentjes |            |
| 12-13     | 2      |          |                             |          | Mogelijk voorheen trapfietsen |            |

### Rijtuigen
| Serie | Aantal | Bouwjaar | Fabriek       | Opmerkingen   | Afbeelding |
| ----- | ------ | -------- | ------------- | ------------- | ---------- |
|       | 15     | 1904     | Métallurgique | 12 ramen      |            |
|       |        |          |               | Buffetrijtuig |            |

### Goederenwagons
| Serie | Aantal | Bouwjaar | Fabriek       | Opmerkingen             | Afbeelding |
| ----- | ------ | -------- | ------------- | ----------------------- | ---------- |
| 1-6   | 6      |          | Métallurgique | Gesloten goederenwagons |            |
| 1-35  | 35     |          | Métallurgique | Ballastwagens           |            |
| 71-76 | 6      |          | La Sambre     | Ketelwagens             |            |
|       | 3      |          |               | Tentwagon               |            |
|       | 1      |          |               | Bakwagon                |            |
|       | 100    |          |               | Vierassige ketelwagons  |            |

## Varia
In 1923 publiceerde de Surinaamse onderwijzer en schrijver Richard O'Ferrall onder het pseudoniem Ultimus een satirische sleutelroman over de aanleg van de spoorlijn onder de titel Een Beschavingswerk, een sociaal- en economisch-politieke studie in romanvorm. De roman geeft een ironisch beeld van de megalomanie van overheden; de neerbuigende houding tegenover bosnegers en Indianen; de truttigheid van het koningshuis; en de idiotie van beschavingsmissies.
In 2002 verscheen een film over de spoorlijn, onder de titel De Goudlijn. In deze documentaire, gemaakt door de Nederlandse filmer Hans Hylkema in opdracht van de Humanistische Omroep, zijn ook oude zwartwitfilmbeelden van de spoorlijn verwerkt.